# Conorbela
Conorbela là một chi ốc biển, là động vật thân mềm chân bụng sống ở biển trong họ Turridae.

## Các loài
Các loài thuộc chi Conorbela bao gồm:
- Conorbela antarctica (Strebel, 1908)[2]